# Émilie Broisat
Émilie Broisat, född 1848 och död 1929, var en fransk skådespelerska.
Broisat debuterade 1866 på Théâtre du Vaudeville i Paris, och var 1867-70 anställd i Bryssel. Han uppträdde därefter i Italien och var 1872-74 anställd vid Théâtre de l'Odéon och 1874-95 vid Théâtre-Français, där hon 1877 blev societär. Bland hennes främsta roller märks Mimi i Vie de bohème och Philiberte.